# Stormarnschule

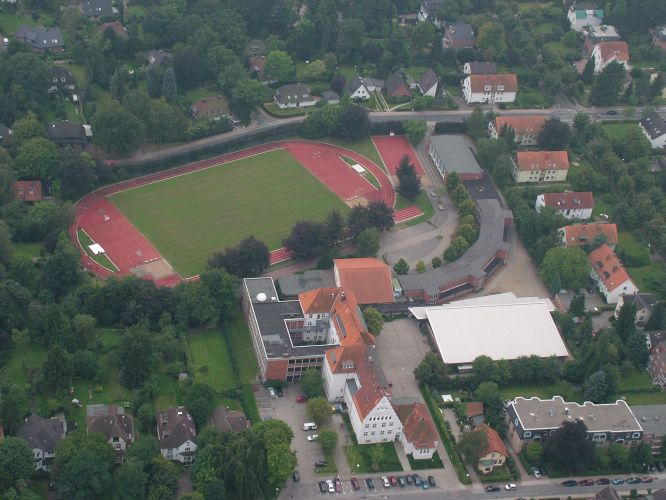
Luftbild, 2005

Luftbild der Stormarnschule 2012

Die Stormarnschule ist ein Gymnasium mit AbiBac-Profil und Musikzweig, gelegen in unmittelbarer Nachbarschaft zur Großstadt Hamburg im schleswig-holsteinischen Ahrensburg, der größten Stadt des Kreises Stormarn. Sie ist das zweitälteste Gymnasium des Kreises nach der Theodor-Mommsen-Schule in Bad Oldesloe. Im Februar 2019 wurde die Stormarnschule zur Europaschule ernannt.
Nach der Suspendierung der langjährigen Schulleiterin wird die Schule zurzeit kommissarisch von Manuela von Werder geleitet (Stand: 15. Oktober 2021).
Vom 19. April bis zum 19. Juni 2021 hat Hartmut Appel die Leitung übernommen.

## Geschichte
Im Jahr 1906 begann die Schule ihre Tätigkeit, damals noch als private Schule für Mädchen, eingerichtet von wohlhabenden Bürgern, nachdem im Zuge der Eröffnung der Eisenbahnlinie Hamburg-Lübeck in Ahrensburg eine Villenkolonie entstanden war. Im Jahr 1910 wurde der markante Neubau an der Waldstraße errichtet, 1911 der Unterricht dort aufgenommen. Im Jahr 1927 wurde die Schule in eine öffentliche Lehranstalt umgewandelt und erhielt den Namen Stormarnschule. Mitte der 1930er Jahre begann die Umwandlung in ein Gymnasium. Die ersten Abiturprüfungen wurden 1944 abgelegt. Mittlerweile ist die Zahl der Absolventen auf über
4000 gestiegen.
Mit steigenden Schülerzahlen fanden ab den späten 1960er Jahren mehrere Ausgründungen in der Umgebung statt: Emil-von-Behring-Gymnasium (Großhansdorf), Gymnasium am Heimgarten, Ahrensburg (heute Eric-Kandel-Gymnasium), Kreisgymnasium Trittau (heute Gymnasium Trittau), Kreisgymnasium Bargteheide (heute Kopernikus-Gymnasium Bargteheide). Heute hat die Schule rund 800 Schüler und 70 Lehrkräfte. Die schuleigene Cafeteria, die seit 2001 einen Mittagstisch anbietet, zog 2012 aus den Kellerräumen in einen eigens für sie errichteten Neubau.
Seit 1995 wird in den Klassen 5 bis 10 die Teilnahme an einem Musikzweig angeboten und seit 2002 bilingualer Unterricht ab Klasse 7 erteilt. Zugleich begann im Sommer 2008 die Umstellung auf den achtjährigen Bildungsgang am Gymnasium. Die 5. Klassen dieses Eingangsjahrgangs waren die Ersten, die ihr Abitur bereits nach der 12. Klasse ablegten. Das führte dazu, dass im Jahr 2016 zwei Abiturjahrgänge die Schule verließen. Nach einer Schulgesetzänderung und dem Beschluss der Schulkonferenz wurde diese Änderung rückgängig gemacht. Die 5. Klassen, die ab 2018 eingeschult werden, legen ihr Abitur wieder nach neun Jahren ab, erstmals im Jahr 2027. Deshalb wird es im Jahr 2026 keine Abiturprüfungen geben. Seit Sommer 2011 ist die Schule AbiBac-Schule, das heißt, sie bietet in der Oberstufe die Möglichkeit an, das deutsche und das französische Abitur abzulegen.
Bekannt ist die Schule vor allem für die Zusammenarbeit mit dem Verein Jugendorchester Ahrensburg, aber auch für die erfolgreiche Teilnahme an Wettbewerben wie dem Känguru der Mathematik, der Deutschen Mathematik-Olympiade und Jugend debattiert. Darüber hinaus bietet sie ein breit gefächertes Angebot an Arbeitsgemeinschaften. Sowohl die Schul-IT als auch die Bühnentechnik wird hauptsächlich von Schülern verwaltet. Seit mehreren Jahren befindet sich im Keller der Schule mit dem Gesundheitsclub ein eigenes Fitness-Studio. Die Schülervertretung veranstaltet während des Winterhalbjahres eine Schülerschule.

## Bekannte Schülerinnen und Schüler
- Jürgen Becker (* 1934), Theologe
- Dagmar Berghoff (* 1943), Hörfunk- und Fernsehmoderatorin
- Brigitte Blobel (1942–2024), Journalistin und Schriftstellerin
- Jörg Bogumil (* 1959), Politik- und Verwaltungswissenschaftler
- Delara Burkhardt (* 1992), Politikerin (SPD)
- Torsten Capelle (1939–2014), Ur- und Frühgeschichtler
- Matthias Deiß (* 1978), Fernsehjournalist und Buchautor
- Christian von Ditfurth (* 1953), Historiker und Schriftsteller
- Manfred Doehn (1938–2013), Arzt
- Hanna Doose (* 1979), Regisseurin und Drehbuchautorin
- Jost Dülffer (* 1943), Historiker
- Gert Eilenberger (1936–2010), Physiker
- Gundolf Ernst (1930–2002), Geologe
- Lutz Feldt (* 1945), ehemaliger Inspekteur der Marine
- Marc Fielmann (* 1989), Unternehmer
- Kurt Fischer (1937–2021), ehemaliger Flottillenadmiral
- Werner Funk (* 1937), Journalist
- Till Gerhard (* 1971), Künstler
- Andrea Grosske (1928–1997), Schauspielerin
- Burkhard Heer (* 1966), Finanzwissenschaftler
- Martin Hielscher (* 1957), Lektor
- Madita van Hülsen (* 1981), Hörfunk- und Fernsehmoderatorin
- Will Humburg (* 1957), Dirigent
- Stephan Lamprecht (* 1968), Sachbuchautor und Politiker (SPD)
- Katja Lauken (* 1970), Theaterregisseurin
- Eberhard Löhr (1928–2014), Radiologe
- Uwe Looft (1938–2019), Politiker (CDU)
- Torsten Maaß (* 1967), Jazz-Trompeter
- Jörn Manz (* 1947), Chemiker
- Ernst Martens (* 1949), Diplomat
- Jonathan Meese (* 1970), Künstler
- Alix von Melle (* 1971), Bergsteigerin
- Olaf Muthorst (* 1980), Jurist
- Ulrich Nellessen (* 1952), Mediziner
- Walther Otremba (* 1951), politischer Beamter
- Renate Philipp (* 1962), Bundesrichterin
- Gesche Piening (* 1978), Schauspielerin und Regisseurin
- Christoph Prignitz (1948–2024), Literaturwissenschaftler
- Henrik Rabien (* 1971), Musiker
- Wolfgang Radtke (* 1942), Historiker
- Hans Hinrich Sambraus (* 1935), Verhaltensforscher, Zoologe
- Bodo Schaff (* 1948), deutscher Diplomat
- Søren Schuhmacher (* 1974), deutscher Opernregisseur
- Axel Schildt (1951–2019), Historiker
- Michael von Schmude (1939–2024), Politiker (CDU)
- Manfred Schumacher (* 1938), Apotheker
- Carolin Spieß (* 1970), Schauspielerin
- Christian Georg Toepffer (* 1941), Physiker
- Hans-Heinrich Trute (* 1952), Jurist und Hochschullehrer
- Christian Tümpel (1937–2009), Kunsthistoriker und Hochschullehrer
- Jan Wagner (* 1971), Schriftsteller
- Felix Welti (* 1967), Sozialrechtler
- Lars Wernecke (* 1966), Theaterregisseur
- Albert Westphal (1931–1996), Berufsboxer
- Dorothee von Windheim (* 1945), Künstlerin
- Dorothea Winter (1949–2012), Musikerin
- Reinhard Wodick (* 1936), Sportmediziner und Physiologe
- Klaus Zielke (1931–2016), Orthopäde
- Werner Zywietz (* 1940), Kaufmann und Politiker (FDP)

## Schulpartnerschaften
- mit Frankreich seit 1987: Collège „Les Cèdres“ in Castres (Tarn)
- mit Polen seit 1997: 1. Akademisches Liceum in Gdynia
- mit China seit 2006: June First International School of Wushu in Peking
- Comenius-Projekt „Culture across the Channel“ (auch CATCH genannt) (2006–2009), gemeinsam mit Schulen in Estland, Großbritannien und den Niederlanden
- seit 2006 Mitglied der World Education Alliance, einem Zusammenschluss von Schulen aus allen Kontinenten (Melbourne, Bangalore, Cleveland (Ohio), Hongkong, Johannesburg, Montreal, Peking, Banpo/Korea, São Paulo), die gemeinsam interkulturelles Lernen zwischen ihren Schulen voranbringen wollen
- mit Bulgarien seit 2017: Galabov-Gymnasium in Sofia
- seit 2020 Partnerschule von Yad Vashem